# Вилоопашата горска нимфа
Вилоопашатата горска нимфа (Thalurania furcata) е вид птица от семейство Колиброви (Trochilidae).

## Разпространение и местообитание
Видът е разпространен в Аржентина, Боливия, Бразилия, Венецуела, Гвиана, Еквадор, Колумбия, Парагвай, Перу, Суринам и Френска Гвиана.